# مديرية شوشان
مديرية شوشان هي إحدى مقاطعات منطقة آنهوي في الصين.